# عباس‌آباد (دامغان)
عباس‌آباد یک روستا در ایران است که در دهستان رودبار (دامغان) واقع شده‌است.